# Tamera

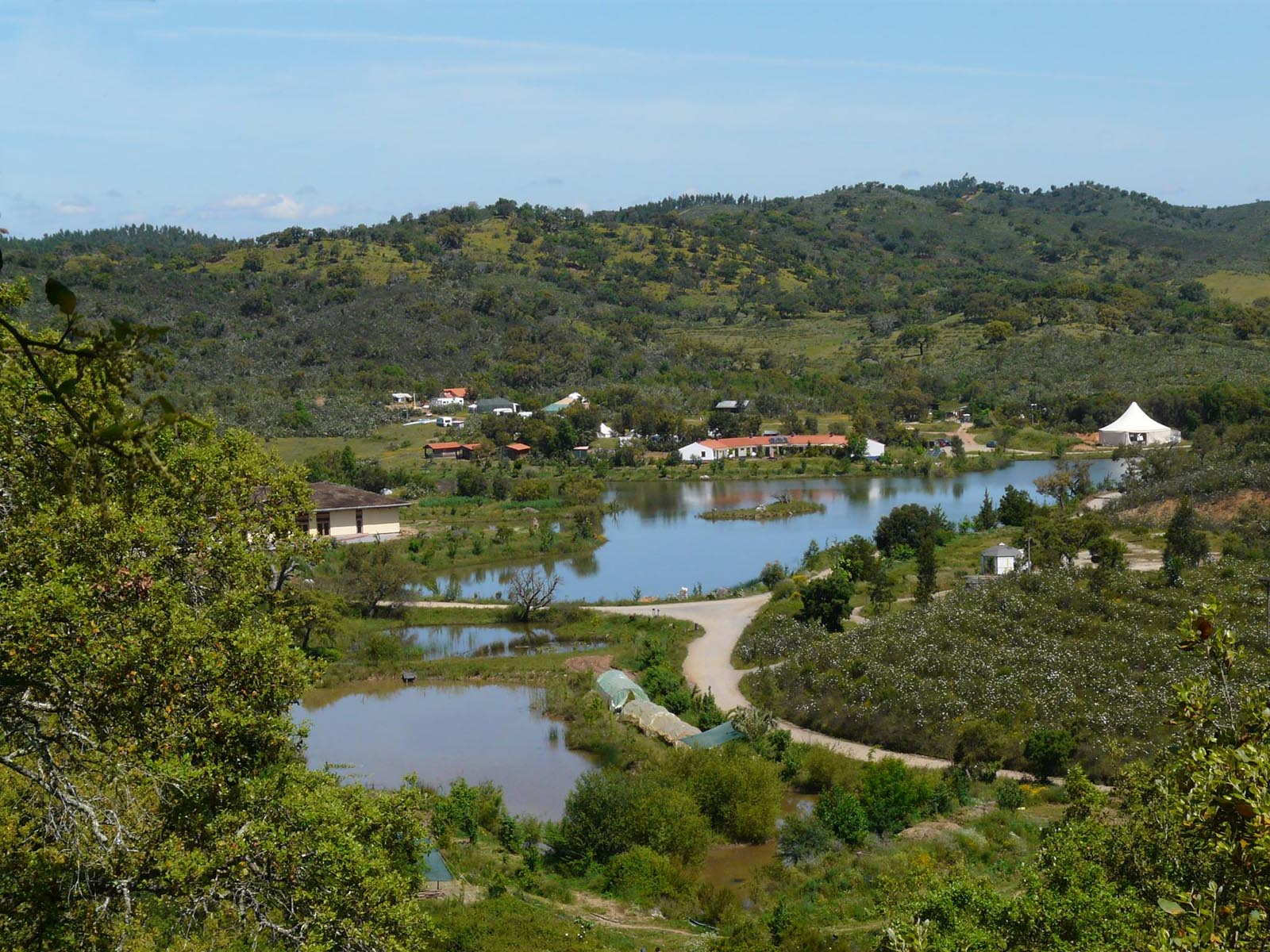
Wasserretentionslandschaft als Mittel gegen Wüstenbildung nach einem Entwurf von Sepp Holzer in Tamera, Portugal

Tamera ist eine im Jahr 1995 gegründete Arbeits- und Lebensgemeinschaft im Odemira, Alentejo, Portugal. Die Mitwirkenden bezeichnen das Projekt als „Friedensforschungszentrum“ und „Heilungsbiotop“. Dort leben etwa 200 Menschen, viele aus deutschsprachigen Ländern, aber auch aus Portugal und anderen europäischen Ländern, den USA und dem Nahen Osten. Im Mittelpunkt stehen die Entwicklung und Erprobung eines Modells für ein friedliches Zusammenleben zwischen Menschen, Tieren und Natur, das Streben nach regionaler Energie- und Lebensmittelautarkie sowie die Umsetzung der Idee freier Liebe. Initiatoren Tameras sind Dieter Duhm, Sabine Lichtenfels und Charly Rainer Ehrenpreis.

## Ideen und Umsetzung
Ein Teil der Gemeinschaft von Tamera lebte und arbeitete bereits in Deutschland in den  Vorgängerprojekten „Bauhütte“ in Schwand/Schwarzwald (ab 1979) und „Meiga“, die ebenfalls von Duhm aufgebaut worden sind.
Das 134 Hektar große Gelände bei Relíquias wurde 1995 von Sabine Lichtenfels, der Partnerin Duhms, und einem Freundeskreis gekauft und später zu verschiedenen Anteilen auf die Ilos Ltd. und zwei Vereine übertragen. Duhm und Lichtenfels gelten als Gründer Tameras. Die Ideen Duhms, insbesondere hinsichtlich seines Konzepts freier Liebe, haben weiterhin Einfluss in der Gemeinschaft.

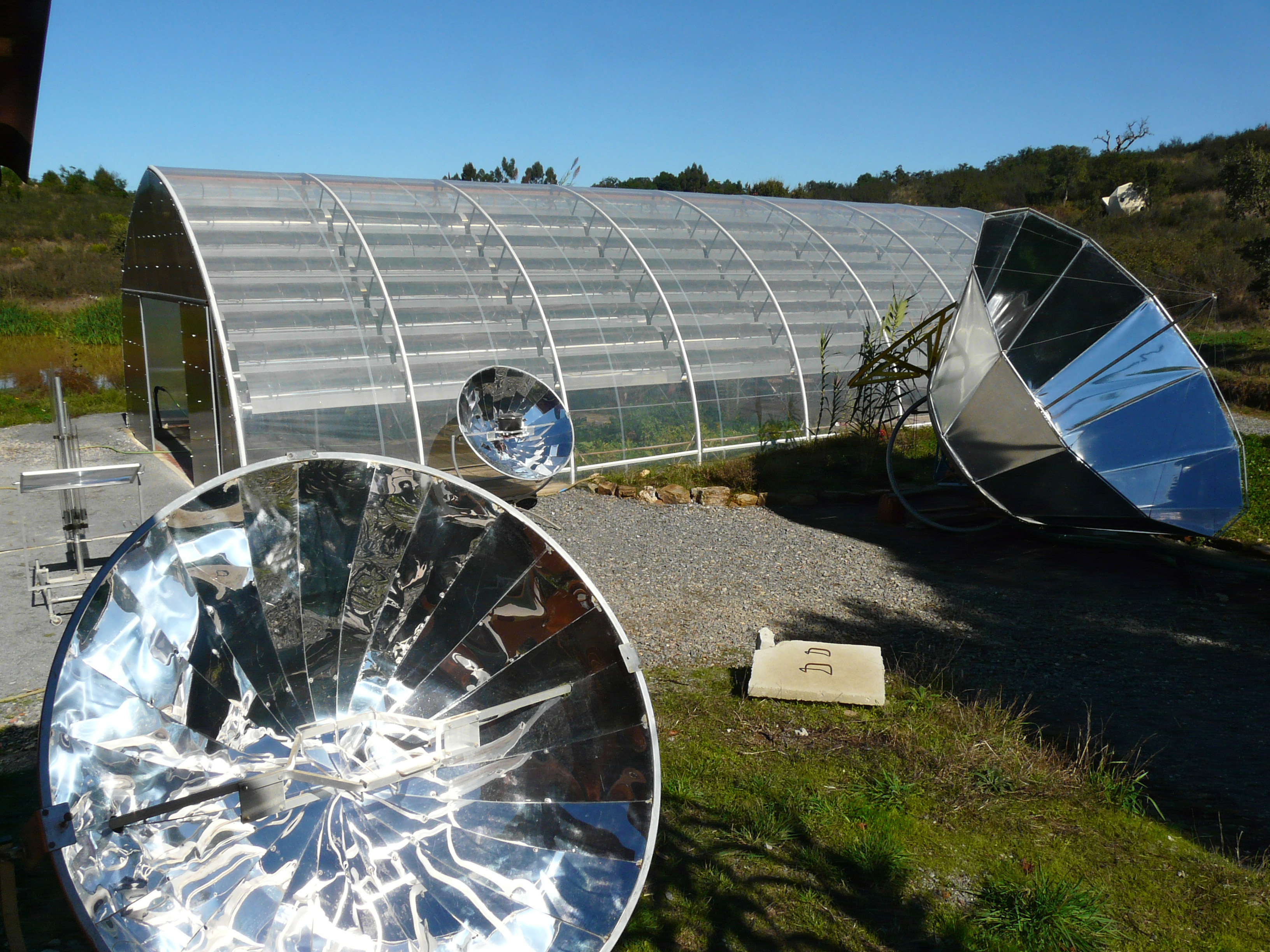
Sunpulse Solar-Stirlingmotor in Tamera, Portugal

Seit 2005 finden in Israel-Palästina, aber auch in Kolumbien und Portugal unter Leitung von Sabine Lichtenfels und Benjamin von Mendelssohn sogenannte „Grace-Pilgerschaften“ statt. 2007 wurde mit dem Aufbau einer Wasserretentionslandschaft begonnen, eine Maßnahme, mit der die beginnende Wüstenbildung rückgängig gemacht werden sollte. Der Entwurf der Permakultur Wasserlandschaft stammt von dem österreichischen Bergbauern Sepp Holzer.
Nach Angaben der Organisation soll eine „Friedenszivilisation“ nach Dieter Duhm vermittelt werden. Seit 2009 gibt es ein einjähriges Basisangebot. Die Absolventen verstehen sich als „Friedensarbeiter“. Ein Schwerpunkt dieser Friedensarbeit stellt der Israel-Palästina-Konflikt dar. Nach Meinung von Kritikern wird dabei Israel einseitig als Konfliktverursacher gesehen. Es kommen regelmäßig Besucher aus Israel und Palästina nach Tamera, um dort gemeinsam nach möglichen Lösungsansätzen zu suchen.
Die Hinführung zum „Friedensarbeiter“, die Sommerkurse sowie andere Veranstaltungen dienen auch der Finanzierung der Dorfgemeinschaft und ihrer Infrastruktur.

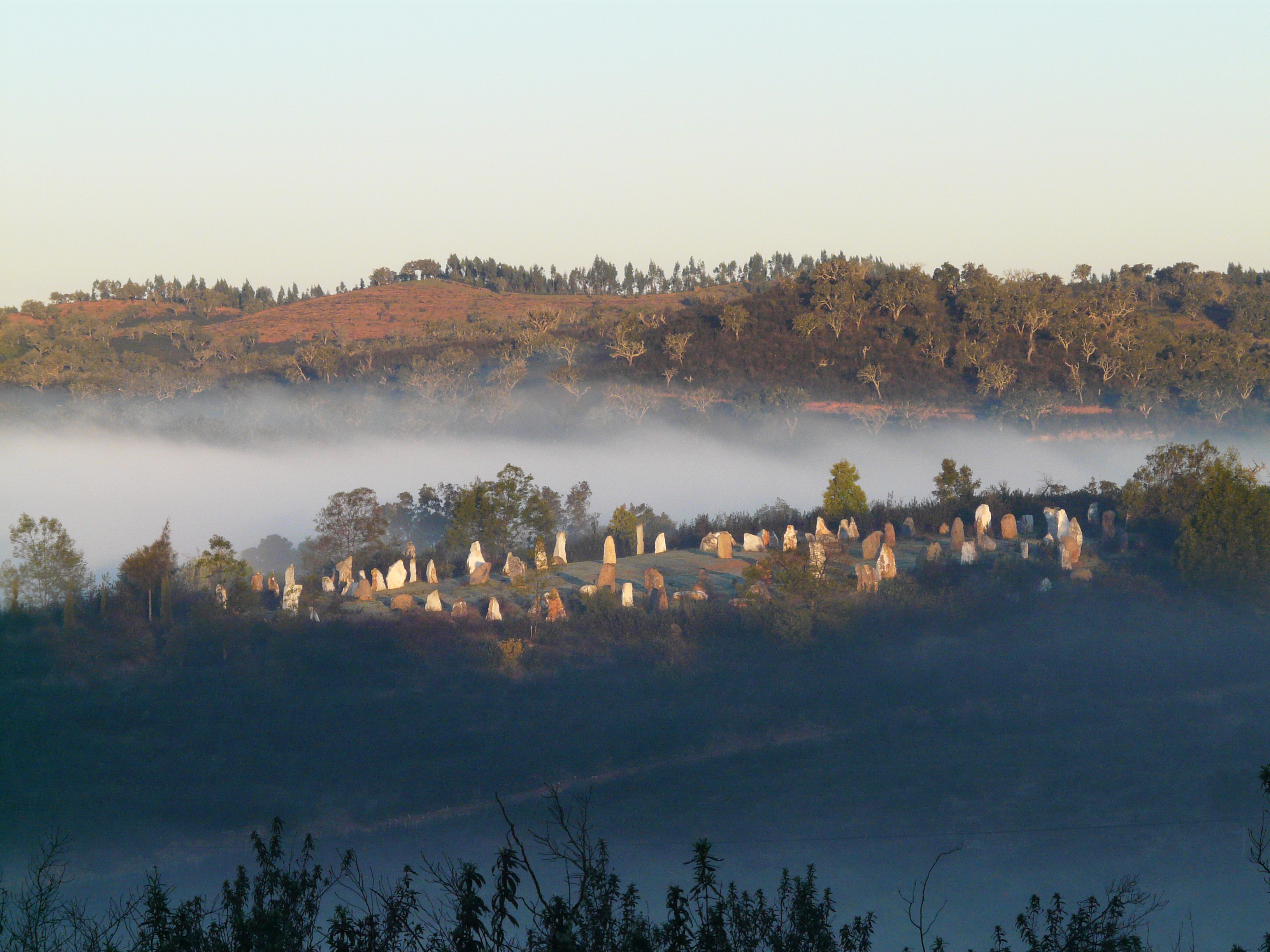
Steinkreis in Tamera, Portugal

Tamera setzt sich aus Unterprojekten zusammen, deren Projektleiter einen sogenannten Planungsrat bilden. Darüber hinaus gibt es eine dreiköpfige „Regierung“ aus Vertretern der jungen Generation.
Entscheidend für das Projekt ist die Idee der „freien Liebe“. Darunter wird eine Liebe zwischen Liebespartnern ohne Eifersucht, Verlustangst, Besitzansprüche, Bedürftigkeit und Verstellung verstanden. Zur Realisierung der Idee der freien Liebe zwischen einem oder mehreren Liebespartnern sei Vertrauen innerhalb der Gemeinschaft von elementarer Bedeutung.
In Tamera werden dazu Selbstdarstellungsmethoden verwendet (z. B. das in den 1980er Jahren entwickelte ZEGG-Forum), eine Form der authentischen Darstellung emotionaler Vorgänge, das seine Wurzeln in der als Aktionsanalyse bezeichneten Selbstdarstellungsmethode der Aktionsanalytischen Organisation (AAO) hat. Ende der siebziger Jahre lebte Duhm einige Zeit in der von Otto Muehl ins Leben gerufene AAO in Österreich und war begeistert von deren radikalen Einsatz für Kunst und Freie Liebe.
Tamera versteht sich selbst als ein Teil einer internationalen Friedensbewegung.
Durch den Aufbau eines Siedlungsmodells mit sozialer und ökologischer Nachhaltigkeit und Gewaltfreiheit soll eine „Feldbildung“ des Friedens erfolgen. Die politische Theorie Duhms stützt sich so auf die Annahme der Existenz morphischer Felder des englischen Biologen Rupert Sheldrake, ein Ansatz, der von Kritikern als esoterisch bezeichnet wird.
Tamera unterhält unter anderem den „Globalen Campus“, das „SolarVillage“, die „Jugendschule für Globales Lernen“, das „Institut für Globale Friedensarbeit“ und arbeitet am Entstehen einer „Kindergemeinschaft“.
Als erstes „Heilungsbiotop“ soll Tamera ein „Akupunkturpunkt des Friedens“ (Dieter Duhm) sein. Die Heilung soll so v. a. das Verhältnis des Menschen zur Natur und Schöpfung, zur Liebe und Sexualität und zur Gemeinschaft betreffen.
Die Informationen über Tamera beruhen hauptsächlich auf Eigendarstellungen. Eine Rezeption in der Fachliteratur findet sich kaum. Nur wenige Medienberichte verweisen auf die Gemeinschaft.

## Eigene Veröffentlichungen
- Leila Dregger: Tamera – ein Modell für die Zukunft. Verlag Meiga, Wiesenburg 2010, ISBN 978-3-927266-26-1. Online lesen
- Dieter Duhm: Zukunft ohne Krieg. Theorie der globalen Heilung. Verlag Meiga, Wiesenburg 2006, ISBN 3-927266-22-1.
- Dieter Duhm: Die heilige Matrix. Von der Matrix der Gewalt zur Matrix des Lebens. Grundlagen einer neuen Zivilisation. Synergie-Verlags-Buchhandlung, Belzig 2001, ISBN 3-932517-50-4.
- Dieter Duhm: Der unerlöste Eros. Verlag Meiga, Berlin 1991, ISBN 3-927266-06-X.
- Dieter Duhm: Politische Texte für eine gewaltfreie Erde. Verlag Meiga, Belzig 1992, ISBN 3-927266-08-6.
- Sabine Lichtenfels: Grace. Pilgerschaft für eine Zukunft ohne Krieg. Verlag Meiga, Wiesenburg 2006, ISBN 3-927266-23-X.
- Sabine Lichtenfels: Traumsteine – Reise in das Zeitalter der sinnlichen Erfüllung. Hugendubel Verlag, Kreuzlingen/München Oktober 2000, ISBN 3-7205-2135-4.
- Sabine Lichtenfels: Weiche Macht. Perspektiven für ein neues Frauenbewußtsein und für eine neue Liebe zu den Männern. Berghoff and friends, Belzig 1996, ISBN 3-9805234-0-3.
- Sabine Lichtenfels: Der Hunger hinter dem Schweigen. Annäherung an sexuelle und spirituelle Wirklichkeiten. Verlag Meiga, Belzig 1992, ISBN 3-927266-07-8.
- Sabine Kleinhammes (Hrsg.): Rettet den Sex. Ein Manifest von Frauen für einen neuen sexuellen Humanismus. Verlag Meiga, Radolfzell 1988, ISBN 3-927266-01-9.